# Ludíkov
Ludíkov (in tedesco Ludikau) è un comune della Repubblica Ceca facente parte del distretto di Blansko, in Moravia Meridionale.